# استار علیه نیروهای شیطان
استار علیه نیروهای شیطانی (به انگلیسی: Star vs. the Forces of Evil) یک انیمیشن سریالی است که توسط دارن نفسی خلق شده و توسط جردنا آرکین و دیو واسون توسعه یافته‌است. این انیمیشن از شبکهٔ دیزنی اکس دی پخش شد. این انیمیشن، نخستین سریال شبکهٔ دیزنی اکس دی  و سومین سریال انیمیشنی در کل مجموعه انیمیشن‌های سریالی دیزنی است که توسط یک زن ساخته شده است. پیش از این مجموعه های Pepper Ann و Doc McStuffins توسط سازندگان زن در دیزنی ساخته شده بودند.
داستان این مجموعه درباره ماجراجویی‌های شخصیتی به اسم استارباترفلای است.
در سه فصل نخست استار علیه نیروهای شیطانی، هر قسمت عموما از دو قسمت مستقل ۱۱ دقیقه‌ای (مجموعا 22 دقیقه) تشکیل شده‌ بود. فصل چهارم، بر خلاف فصل‌های پیشین، قسمت‌های نیم ساعتهٔ بیشتری داشت. شبکهٔ دیزنی اولین قسمت سریال را در ۱۸ ژانویه در سال ۲۰۱۵ به عنوان پیش نمایش پخش کرد. سپس سریال به شبکه دیزنی ایکس دی در ۳۰ مارس ۲۰۱۵ منتقل شد که در اولین قسمتش بیشترین بازدید را در میان سریال‌های انیمیشنی در طول تاریخ تلویزیون کسب کرد. فصل آخر این سریال در ۱۰ مارس ۲۰۱۹ پخش شد. البته فیلمنامه ی تلویزیونی جدیدا منتشر شده که نشان دهنده ی حضور شخصیتی به اسم تریستین است که چند بار تا به حال زندگی کرده و باز به زندگی برگشته. در فیلمنامه گفته شده که هر اتفاق بدی که بر سر استار و مارکو می افتاده، تریستن ناجی آنها بوده.ولی تریستن بهای این ناجی بودن را با از دست دادن قسمتی از قلب خود، و استار با از دست دادن چشم خود میپردازد که باعث ارتباط صمیمانه ای بین این دو میشود...